# Raión de Zálegoshch
El raión de Zálegoshch (ruso: Залегощенский район) es un distrito administrativo y municipal (raión) ruso perteneciente a la óblast de Oriol. Se ubica en el centro de la óblast. Su capital es Zálegoshch.
En 2023, el raión tenía una población de 11 725 habitantes.
El raión comprende un conjunto de áreas, principalmente rurales, ubicadas entre 10 y 60 km al este de la capital regional Oriol.

## Subdivisiones
Comprende el asentamiento de tipo urbano de Zálegoshch (la capital, que forma un ayuntamiento urbano sin pedanías) y 128 localidades rurales. Estas últimas se agrupan en los siguientes diez asentamientos rurales:
- Bórtnoye (con capital en Alioshnia)
- Vérjneye Skvórcheye
- Grachovka
- Zolotariovo
- Krásnoye
- Lomovoye
- Mojovoye
- Nízhniaya Zálegoshch (con capital en Vasílyevka)
- "Oktiábrskoye" (con capital en Arjánguelskoye)
- "Prilepskoye" (con capital en Pobédnoye)